# RKVV Wilhelmina in het seizoen 1963/64
Het seizoen 1963/1964 was het negende jaar in het bestaan van de Bossche betaaldvoetbalclub Wilhelmina. De club kwam uit in de Tweede divisie B en eindigde daarin op de 13e plaats. Tevens deed de club mee aan het toernooi om de KNVB beker, hierin werd in de kwartfinale verloren van Fortuna '54 (2–4).

## Wedstrijdstatistieken

### Tweede divisie B
|       | AGOVV  | Baronie | D.F.C. | De Graafschap | Helmondia '55 | Hermes DVS | Limburgia | LONGA | N.E.C. | NOAD  | Roda JC | SVV   | Vitesse | Wageningen | Xerxes |
| ----- | ------ | ------- | ------ | ------------- | ------------- | ---------- | --------- | ----- | ------ | ----- | ------- | ----- | ------- | ---------- | ------ |
| Thuis | 1 – 2  | 1 – 2   | 3 – 1  | 1 – 2         | 3 – 1         | 0 – 1      | 5 – 0     | 1 – 1 | 1 – 0  | 4 – 2 | 2 – 2   | 1 – 1 | 1 – 0   | 8 – 3      | 1 – 2  |
| Uit   | 11 – 1 | 2 – 4   | 1 – 1  | 3 – 0         | 3 – 1         | 2 – 0      | 1 – 1     | 3 – 2 | 7 – 1  | 0 – 3 | 5 – 1   | 2 – 3 | 3 – 1   | 4 – 1      | 2 – 0  |

### KNVB beker
| 1e ronde                                                  | Wilhelmina                                                   | 1 – 0 na verlenging                         | Sittardia                                 |
| 29 september 1963 Plaats: 's-Hertogenbosch De Wolfsdonken | Frans Burg 93'                                               |                                             |                                           |
| 2e ronde                                                  | Wilhelmina                                                   | 2 – 2 (2 – 2, 2 – 0) Winst na strafschoppen | Roda JC                                   |
| 17 november 1963 Plaats: 's-Hertogenbosch De Wolfsdonken  | Theo Borsten 16' Jan Burg 28'                                |                                             | 54' Toon Ederveen 86' Mathieu van Mouche  |
| 3e ronde                                                  | Wilhelmina                                                   | 3 – 1 (1 – 1)                               | N.E.C.                                    |
| 9 februari 1964 Plaats: 's-Hertogenbosch De Wolfsdonken   | Cor Stolzenbach 30' Nico Gloudemans 75' Martin Kastelijn 76' |                                             | 22' Tini van Reeken                       |
| Kwartfinale                                               | Fortuna '54                                                  | 4 – 2 (2 – 1)                               | Wilhelmina                                |
| 22 maart 1964 Plaats: Geleen Mauritsstadion               | Frans Rutten 10', 49' André Piters 36' Piet van Rhijn 65'    |                                             | 40' Jacques van Stippent 70' Theo Borsten |

## Statistieken Wilhelmina 1963/1964

### Eindstand Wilhelmina in de Nederlandse Tweede divisie B 1963 / 1964
| Stand | Gespeeld | Gewonnen | Gelijk | Verloren | Punten | Doelpunten voor | Doelpunten tegen |
| ----- | -------- | -------- | ------ | -------- | ------ | --------------- | ---------------- |
| 13e   | 30       | 10       | 5      | 15       | 25     | 53              | 69               |

### Topscorers
| #                | Naam                    | Goal |
| ---------------- | ----------------------- | ---- |
| 1.               | Theo Borsten            | 15   |
| 2.               | Nico Gloudemans         | 8    |
| 2.               | Jacques van Stippent    | 8    |
| 4.               | Jan Burg                | 7    |
| 5.               | Martin Kastelijn        | 5    |
| 6.               | Burg                    | 3    |
| 7.               | Jo Konings              | 2    |
| 8.               | Frans Burg              | 1    |
| 8.               | Cor Stolzenbach         | 1    |
| 8.               | Piet Vaes               | 1    |
| Eigen doelpunten |                         |      |
| –                | Leo Kuhnen (Wageningen) | 1    |
| –                | Villevoye (LONGA)       | 1    |
| Totaal           | Totaal                  | 53   |

| #      | Naam                 | Goal |
| ------ | -------------------- | ---- |
| 1.     | Theo Borsten         | 2    |
| 2.     | Jan Burg             | 1    |
| 2.     | Frans Burg           | 1    |
| 2.     | Nico Gloudemans      | 1    |
| 2.     | Martin Kastelijn     | 1    |
| 2.     | Jacques van Stippent | 1    |
| 2.     | Cor Stolzenbach      | 1    |
| Totaal | Totaal               | 8    |